# آقای ماجنو
آقای ماجنو( آقای مجنون) یا آقا پسر عاشق (به انگلیسی: Mr. Lover Boy) فیلمی هندی محصول سال ۲۰۱۹ و به کارگردانی ونکی آتوری است. در این فیلم بازیگرانی همچون آخیل آکینی، نیدی آگروال، ایزابلی لیت، سونداریا و اس. تامان ایفای نقش کرده‌اند.